# یواس‌اس دوران (دی‌دی-۶۳۴)
یواس‌اس دوران (دی‌دی-۶۳۴) (به انگلیسی: USS Doran (DD-634)) یک کشتی بود که طول آن ۳۴۸ فوت ۳ اینچ (۱۰۶٫۱۵ متر) بود. این کشتی در سال ۱۹۴۱ ساخته شد.